# Twilight bakom kulisserna
Twilight bakom kulisserna är en bok skriven av Catherine Hardwicke om hennes arbete med att göra filmen Twilight baserad på ungdomsromanen Om jag kunde drömma av Stephenie Meyer. Hon beskriver varför hon tog på sig jobbet att göra filmen, hur hon fick inspiration, sina första idéer, hur de gjorde till exempel bilkraschen och scenen i balettstudion, när hon skulle sätta alla roller, sökningen av inspelningsplatser, musikvalet och den värsta inspelningsdagen. Boken är upplagd som en kopia på Hardwickes anteckningsbok som hon bar med sig överallt på inspelningen.